# Rodì Milici

Ubicació de Rodì Milici dins de la província

Rodì Milici (sicilià Rudìa Milici) és un municipi italià, dins de la ciutat metropolitana de Messina. L'any 2009 tenia 2.284 habitants. Limita amb els municipis d'Antillo, Castroreale, Fondachelli-Fantina, Mazzarrà Sant'Andrea, Novara di Sicilia i Terme Vigliatore.

## Administració
| Període | Identitat             | Partit        |
| ------- | --------------------- | ------------- |
| 2007-   | Filippo Carmelo Torre | Llista cívica |